# گورو تیغ بهادر
گورو تیغ بهادر یا تیاگ مال (پنجابی:गुरू तेग बहादुर सिंह) نهمین گورو از گوروهای دهگانه آئین سیک بود.
او در سال ۱۶۶۵ پس از مرگ گورو هر کریشن، پیشوایی مذهبی و سیاسی سیک‌ها را برعهده گرفت؛ تیغ بهادر به دستور امپراتور مغولی هند، اورنگ زیب، در دهلی اعدام شد.
گورو تیغ بهادر جوان‌ترین پسر از پنج پسر گورو هر گوبیند بود. او در سال ۱۶۲۱ در آمریتسار زاده شد. نام تیغ بهادر(شمشیرزن توانا) عنوانی است که گورو هر گوبیند به وی بخشیده بود. تیغ بهادر، از افراد سپاه گورو هر گوبیند بود و سواری و تیراندازی و شمشیرزنی را از بهای گورداس آموخته بود. در سال ۱۶۳۳، تیغ بهادر با دختر لالچند و بیشان کائور ازدواج کرد. او نه سال را در روستای باکالا خلوت گزید و به جای جنگ به نماز و مراقبه روی آورد. گورو هر کریشن، تیغ بهادر را به جانشینی خود برگزید.
دوران پیشوایی گورو تیغ بهادر، همزمان با پادشاهی اورنگ زیب بود که در دین اسلام تعصب داشت، و می‌خواست که غیرمسلمانان هند را به دین اسلام درآورد. در آغاز، گروهی از سیک‌ها در کشمیر دستگیر شدند؛ و پادشاه دستور داد که همگی مسلمان شوند. سیک‌ها به فرماندهان مغول اعلام کردند که اگر گورو تیغ بهادر مسلمان شود، آن‌ها نیز مسلمان خواهند شد.
در این زمان، اورنگ زیب دستور به دستگیری گورو تیغ بهادر داد. گورو تیغ بهادر، زندانی شد و تحت شکنجه قرار گرفت؛ از او خواسته شد که برای اثبات ادعای خود معجزه‌ای انجام دهد، اما گورو تیغ بهادر سرباز زد. سرانجام در سال ۱۶۷۵، گورو تیغ بهادر گردن زده شد.